# The Gillette Company

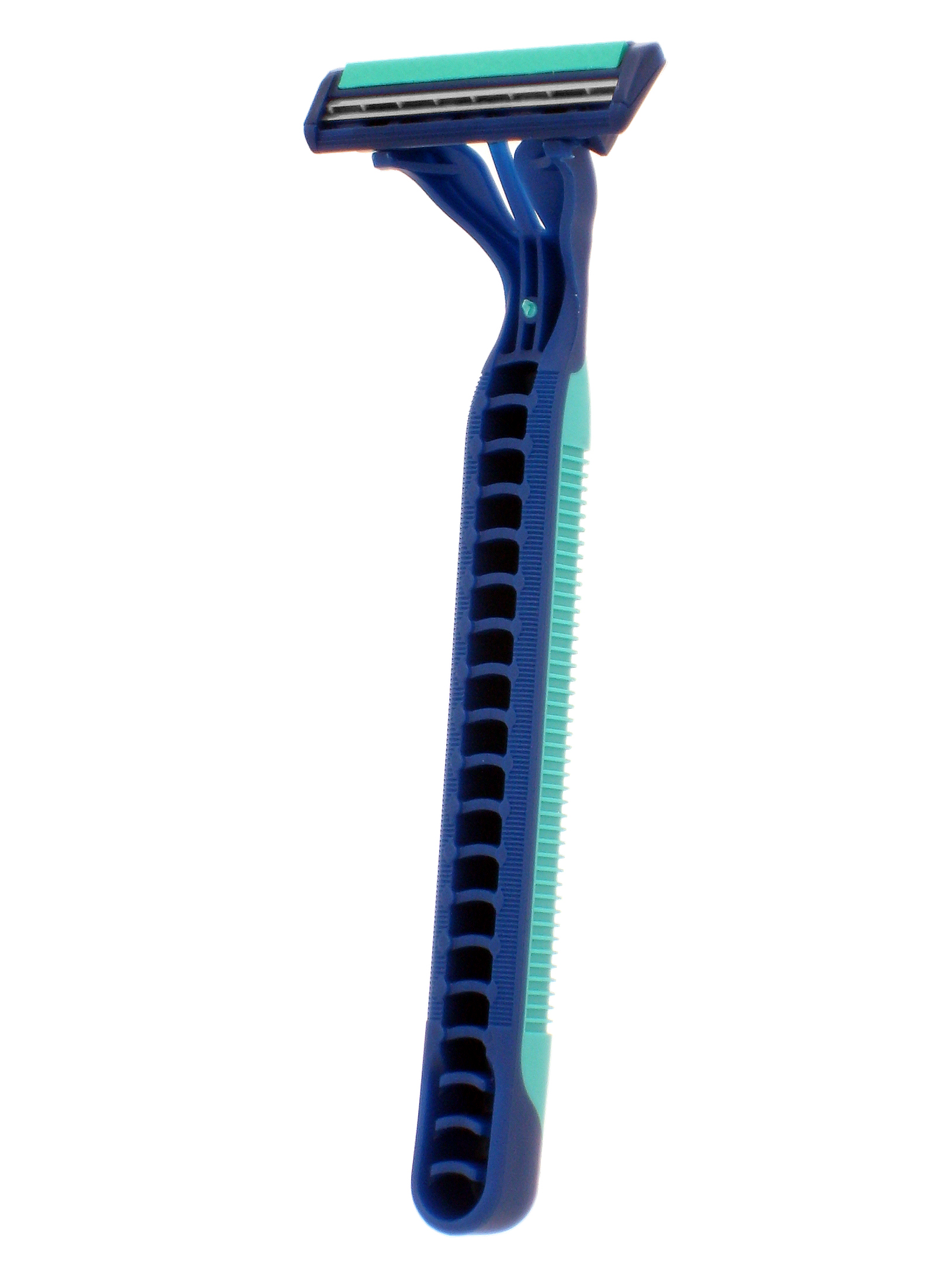
Een Gillette scheermesje

The Gillette Company was een Amerikaans bedrijf opgericht door King Camp Gillette in 1901 als een veiligheidsscheerapparaatfabrikant in Boston, Massachusetts.
Het bedrijf is uitgegroeid tot een wereldwijde leidende leverancier van merkproducten als Gillette, Duracell, Braun en Oral-B. In 2004 had het 31 fabrieken in 14 landen en de producten werden wereldwijd verkocht. De omzet in dat jaar was US$ 10,5 miljard, waarvan bijna driekwart werd behaald in Noord- en Zuid-Amerika en Europa. Gillette scheerartikelen maakte 40% van de omzet uit, Duracell zo'n 20% en de rest was min of meer gelijk verdeeld over Oral, Braun en andere producten voor persoonlijke verzorging. Er werkten 28.700 personen voor Gillette waarvan driekwart buiten de Verenigde Staten. De nettowinst in dat jaar was US$ 1,7 miljard.
In 2005 werd het bedrijf door Procter & Gamble, een producent van consumentenproducten zoals Pampers en Max Factor, overgenomen. P&G betaalde US$ 57 miljard om alle aandelen van Gillette in handen te krijgen. 30 september 2005 was de laatste dag dat het aandeel G werd verhandeld op de New York Stock Exchange.